# Synchelidium americanum
Synchelidium americanum är en kräftdjursart som beskrevs av Edward Lloyd Bousfield 1973. Synchelidium americanum ingår i släktet Synchelidium och familjen Oedicerotidae. Inga underarter finns listade i Catalogue of Life.